# Most malajsijsko-bosenskohercegovinského přátelství
Most malajsijsko-bosenskohercegovinského přátelství, (bosensky most malezijsko-bosanskohercegovačkog prijateljstva, krátce známý také jako Bosmalův most je most v Sarajevu, překonávající řeku Miljacku. Nachází se v městské části Čengić Vila a byl zbudován hned vedle Bosmalského obchodního centra. Slavnostní otevření mostu se konalo 1. června 2005, účastnil se jej malajský premiér Mahathir Mohamad, tehdejší předseda předsednictva BiH Sulejman Tihić, předseda Kantonu Sarajevo Denis Zvidić a předsedkyně kantonální skupštiny Meliha Alić. Náklady na stavbu mostu dosáhly 1,8 milionu KM.